# Clidemia deflexa
Clidemia deflexa är en tvåhjärtbladig växtart som beskrevs av Bunb.. Clidemia deflexa ingår i släktet Clidemia och familjen Melastomataceae. Inga underarter finns listade i Catalogue of Life.